# عقار مخل بالنفس

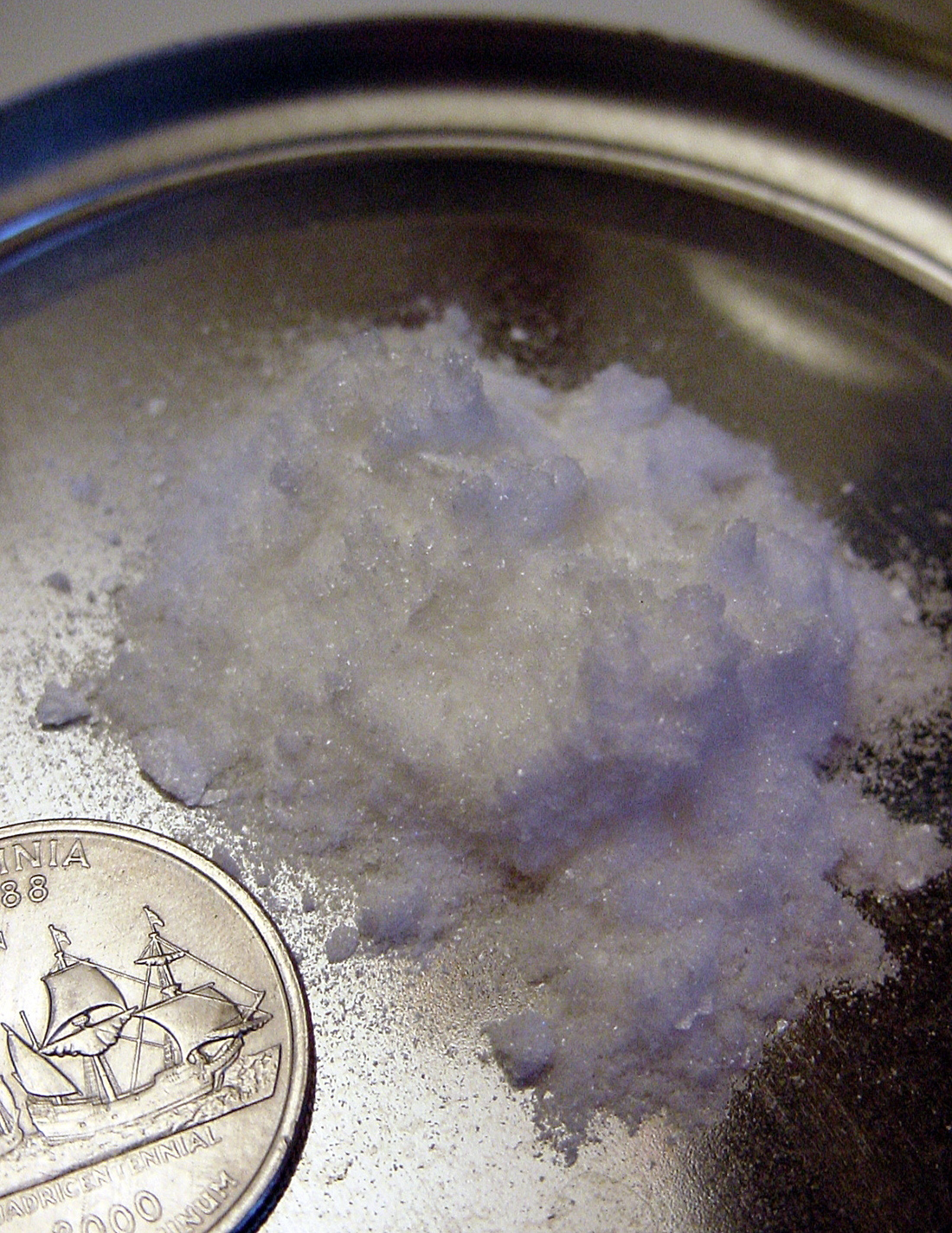

العقار المخل بالنفس هي مخدرات نفسانية التأثير تقوم أساسا بتحوير الإدراك والاستيعاب وذلك عبر مناهضة مستقبلات السيروتونين. المخلاّت بالنفس هي جزء من تصنيف أشمل من المخدرات نفسانية التأثير والتي يطلق عليها المخدرات المهلوسة أو المهلسة. يتضمن تصنيف المخدرات المهلوسة أيضا مواد تدعى بمخدرات التفارق ومخدرات الهذيان. على خلاف المنشطات وشبيهات الأفيون التي تحدث حالات مألوفة من الوعي، تميل مخلات النفس على التأثير في الذهن بطرق تؤدي إلى تجارب مغايرة تماما لحالة الوعي الاعتيادية.
تقارن تجربة مخلات النفس عادة بأشكال غير اعتيادية من الوعي مثل الغشية، التأمل، اليوغا، النشوة الدينية، الحلم وحالات تجارب الاقتراب من الموت. تصنف هذه العقاقير –مع بعض الاستثناءات- ضمن ثلاث عائلات من المركبات الكيماوية وهي: التريبتامينات، الفينثيلامينات، وأميدات حمض الليسرجيك. 
العديد من هذه المخدرات غير قانونية دوليا تحت معاهدة الاتفاقية الوحيدة للمخدرات إلا في حالة الاستعمال الطبي أو الديني وقياسا على ذلك استعمال القنب (الحشيش) الطبي ومستخلصات نبتة أياهواسكا.